# 영동군의 향토유적
영동군의 향토유적은 다음 각호의 어느 하나에 해당하는 것을 말한다.
1. 「문화재보호법」 및 「충청북도 문화재보호조례」에 따라 지정되지 아니한 것으로서 향토의 역사상, 예술상, 학술상 가치가 있는 것과 이에 준하는 자료
2. 향후 문화재로서 보존가치가 있을 것으로 기대되는 유적
3. 향토문화·토속·풍속을 연구하는데 필요한 자료

## 지정 목록
| 번호 | 그림 | 명칭                                          | 소재지                                   | 소유자 (관리자)                                       | 지정·해제일자                                                              | 비고                             |
| ---- | ---- | --------------------------------------------- | ---------------------------------------- | ----------------------------------------------------- | -------------------------------------------------------------------------- | -------------------------------- |
| 1호  |      | 강선대 (降仙臺)                               | 영동군 양산면 봉곡리 43                  | 사유                                                  | 1996년 4월 15일 지정                                                       | [ 깨진 링크 ( 과거 내용 찾기 ) ] |
| 2호  |      | 고반대 (考槃臺)                               | 영동군 상촌면 유곡리 817                 | 사유                                                  | 1996년 4월 15일 지정                                                       | [ 깨진 링크 ( 과거 내용 찾기 ) ] |
| 3호  |      | 관어대 (觀魚臺)                               | 영동군 심천면 금정리 산51                | 사유                                                  | 1996년 4월 15일 지정                                                       | [ 깨진 링크 ( 과거 내용 찾기 ) ] |
| 4호  |      | 금호루 (錦湖樓)                               | 영동군 양산면 봉곡리 378                 | 사유                                                  | 1996년 4월 15일 지정                                                       | [ 깨진 링크 ( 과거 내용 찾기 ) ] |
| 5호  |      | [[]]                                          | 영동군                                   |                                                       | 1996년 4월 15일 지정, 해제일자 미상,                                       |                                  |
| 6호  |      | [[]]                                          | 영동군                                   |                                                       | 1996년 4월 15일 지정, 해제일자 미상,                                       |                                  |
| 7호  |      | 대각사 (大覺寺)                               | 영동군 황간면 난곡리 524-4               | 사유                                                  | 1996년 4월 15일 지정                                                       | [ 깨진 링크 ( 과거 내용 찾기 ) ] |
| 8호  |      | 두평리 오층석탑 (斗平里 五層石塔)             | 영동군 양강면 두평리 545-4               | 사유                                                  | 1996년 4월 15일 지정                                                       | [ 깨진 링크 ( 과거 내용 찾기 ) ] |
| 9호  |      | 반야사 (般若寺)                               | 영동군 황간면 우매리 151                 | 사유                                                  | 1996년 4월 15일 지정                                                       | [ 깨진 링크 ( 과거 내용 찾기 ) ] |
| 10호 |      | 반야사부도 1기 (般若寺浮屠 1기)               | 영동군 황간면 우매리 152-3               | 사유                                                  | 1996년 4월 15일 지정                                                       | [ 깨진 링크 ( 과거 내용 찾기 ) ] |
| 11호 |      | 반야사부도 2기 (般若寺浮屠 2기)               | 영동군 황간면 우매리 152-3               | 사유                                                  | 1996년 4월 15일 지정                                                       | [ 깨진 링크 ( 과거 내용 찾기 ) ] |
| 12호 |      | 반야사 불상 (般若寺 佛像)                     | 영동군 황간면 우매리 152-33              | 사유                                                  | 1996년 4월 15일 지정                                                       | [ 깨진 링크 ( 과거 내용 찾기 ) ] |
| 13호 |      | 봉양정 (鳳陽亭)                               | 영동군 양산면 수두리 산 5-11             | 사유                                                  | 1996년 4월 15일 지정                                                       | [ 깨진 링크 ( 과거 내용 찾기 ) ] |
| 14호 |      | 빙옥정                                        | 영동군 양강면 남전리 산637               | 사유                                                  | 1996년 4월 15일 지정                                                       |                                  |
| 15호 |      | 삼호정 (三乎亭)                               | 영동군 양강면 묵정리 598                 | 사유                                                  | 1996년 4월 15일 지정                                                       | [ 깨진 링크 ( 과거 내용 찾기 ) ] |
| 16호 |      | 송계서원 유허비각 (松溪書院 遺墟碑閣)         | 영동군 매곡면 수원리 산 12-1             | 사유                                                  | 1996년 4월 15일 지정                                                       | [ 깨진 링크 ( 과거 내용 찾기 ) ] |
| 17호 |      | [[]]                                          | 영동군                                   |                                                       | 1996년 4월 15일 지정, 해제일자 미상,                                       |                                  |
| 18호 |      | 세덕사 (世德祠)                               | 영동군 심천면 고당리 559-1               | 사유                                                  | 1996년 4월 15일 지정                                                       | [ 깨진 링크 ( 과거 내용 찾기 ) ] |
| 19호 |      | 세심정                                        | 영동군 상촌면 임산리 43-1                | 사유                                                  | 1996년 4월 15일 지정                                                       | [ 깨진 링크 ( 과거 내용 찾기 ) ] |
| 20호 |      | 신안리 석불입상 (新安里 石佛立像)             | 영동군 추풍령면 신안리 84-3              | 사유                                                  | 1996년 4월 15일 지정                                                       | [ 깨진 링크 ( 과거 내용 찾기 ) ] |
| 21호 |      | 쌍효각 (雙孝閣)                               | 영동군 심천면 고당리 550-1               | 사유                                                  | 1996년 4월 15일 지정                                                       | [ 깨진 링크 ( 과거 내용 찾기 ) ] |
| 22호 |      | 어서각 (御書閣)                               | 영동군 심천면 고당리 550-1               | 사유                                                  | 1996년 4월 15일 지정                                                       | [ 깨진 링크 ( 과거 내용 찾기 ) ] |
| 23호 |      | 여의정 (如意亭)                               | 영동군 양산면 송호리 산 37               | 사유                                                  | 1996년 4월 15일 지정                                                       | [ 깨진 링크 ( 과거 내용 찾기 ) ] |
| 24호 |      | 영암사 (靈岩寺)                               | 영동군 심천면 심천리 233                 | 사유                                                  | 1996년 4월 15일 지정                                                       | [ 깨진 링크 ( 과거 내용 찾기 ) ] |
| 25호 |      | 영천사 (靈泉寺)                               | 영동군 황간면 신흥리 28                  | 사유                                                  | 1996년 4월 15일 지정                                                       | [ 깨진 링크 ( 과거 내용 찾기 ) ] |
| 26호 |      | 이리사지 삼층석탑 (伊利寺址 三層石塔)         | 영동군 양산면 가곡리 293-1               | 사유                                                  | 1996년 4월 15일 지정                                                       | [ 깨진 링크 ( 과거 내용 찾기 ) ] |
| 27호 |      | 읍청루 (揖淸樓)                               | 영동군 영동읍 매천리 산5                 | 국유                                                  | 1996년 4월 15일 지정                                                       | [ 깨진 링크 ( 과거 내용 찾기 ) ] |
| 28호 |      | 중화사 (重華寺)                               | 영동군 영동읍 화신리 32                  | 사유                                                  | 1996년 4월 15일 지정                                                       | [ 깨진 링크 ( 과거 내용 찾기 ) ] |
| 29호 |      | 지봉리 좌불상 (池鳳里 座佛像)                 | 영동군 부용리 379                        | 사유                                                  | 1996년 4월 15일 지정                                                       | [ 깨진 링크 ( 과거 내용 찾기 ) ] |
| 30호 |      | 청절사 (淸節祠)                               | 영동군 학산면 지내리 500                 | 사유                                                  | 1996년 4월 15일 지정                                                       | [ 깨진 링크 ( 과거 내용 찾기 ) ] |
| 31호 |      | 채하정 (彩霞亭)                               | 영동군 양산면 봉곡리 산 37               | 사유                                                  | 1996년 4월 15일 지정                                                       | [ 깨진 링크 ( 과거 내용 찾기 ) ] |
| 32호 |      | 침강정 (枕江亭)                               | 영동군 용산면 시금리 5-3                 | 사유                                                  | 1996년 4월 15일 지정                                                       | [ 깨진 링크 ( 과거 내용 찾기 ) ] |
| 33호 |      | 한천정 (寒泉亭)                               | 영동군 양산면 수두리 산58                | 사유                                                  | 1996년 4월 15일 지정                                                       | [ 깨진 링크 ( 과거 내용 찾기 ) ] |
| 34호 |      | 노후사 (盧侯祠)                               | 영동군 영동읍 부용리 372                 | 사유                                                  | 1996년 4월 15일 지정                                                       | [ 깨진 링크 ( 과거 내용 찾기 ) ] |
| 35호 |      | 함벽정 (涵碧亭)                               | 영동군 양산면 봉곡리 산54                | 사유                                                  | 1996년 4월 15일 지정                                                       | [ 깨진 링크 ( 과거 내용 찾기 ) ] |
| 36호 |      | 화수정                                        | 영동군 영동읍 부용리 142-3               | 사유                                                  | 1996년 4월 15일 지정                                                       | [ 깨진 링크 ( 과거 내용 찾기 ) ] |
| 37호 |      | 호서루 (湖西樓)                               | 영동군 심천면 금정리 산 1-1              | 사유                                                  | 1996년 4월 15일 지정                                                       | [ 깨진 링크 ( 과거 내용 찾기 ) ] |
| 38호 |      | 금성사 (錦城寺)                               | 영동군 영동읍 부용리 산 7-2              | 사유                                                  | 1996년 4월 15일 지정                                                       | [ 깨진 링크 ( 과거 내용 찾기 ) ] |
| 39호 |      | 배진호 효자문                                 | 영동군 용산면 신항리 산 8번지            | 사유                                                  | 1997년 7월 4일 지정                                                        | [ 깨진 링크 ( 과거 내용 찾기 ) ] |
| 40호 |      | 선산임씨 효열문                               | 영동군 양산면 가곡리 169                 | 사유                                                  | 1997년 7월 4일 지정                                                        | [ 깨진 링크 ( 과거 내용 찾기 ) ] |
| 41호 |      | 구례장씨 선덕비각                             | 영동군 양산면 호탄리 산 54               | 사유                                                  | 1997년 7월 4일 지정                                                        | [ 깨진 링크 ( 과거 내용 찾기 ) ] |
| 42호 |      | 밀양박씨 열려문                               | 영동군 상촌면 하도대리 350               | 사유                                                  | 1997년 7월 4일 지정                                                        | [ 깨진 링크 ( 과거 내용 찾기 ) ] |
| 43호 |      | 은진임씨 효열문 (恩津林氏 孝烈門)             | 영동군 양산면 가곡리 169                 | 사유                                                  | 1997년 7월 4일 지정                                                        | [ 깨진 링크 ( 과거 내용 찾기 ) ] |
| 44호 |      | 원주김씨 효열문                               | 영동군 학산면 봉소리 666                 | 사유                                                  | 1997년 7월 4일 지정                                                        | [ 깨진 링크 ( 과거 내용 찾기 ) ] |
| 45호 |      | 인천채씨 열녀문 (仁川蔡氏 烈女門)             | 영동군 상촌면 임산리 483                 | 사유                                                  | 1997년 7월 4일 지정                                                        |                                  |
| 46호 |      | 충주박씨 열녀문                               | 영동군 상촌면 하도대리 350               | 사유                                                  | 1997년 7월 4일 지정                                                        | [ 깨진 링크 ( 과거 내용 찾기 ) ] |
| 47호 |      | 충현각 (忠顯閣)                               | 영동군 심천면 약목리 462-2               |                                                       | 1997년 7월 4일 지정, 2018년 9월 3일 해제, 유적 철거로 가치 상실            | [ 깨진 링크 ( 과거 내용 찾기 ) ] |
| 48호 |      | 창효각                                        | 영동군 용화면 자계리 419                 | 사유                                                  | 1997년 7월 4일 지정                                                        | [ 깨진 링크 ( 과거 내용 찾기 ) ] |
| 49호 |      | 하동정씨 정문 (河東鄭氏 旌門)                 | 영동군 심천면 금정리 449-4               | 사유                                                  | 1997년 7월 4일 지정                                                        | [ 깨진 링크 ( 과거 내용 찾기 ) ] |
| 50호 |      | 여하현 효자문 (呂夏鉉 孝子門)                 | 영동군 양산면 누교리 515-2               | 사유                                                  | 1997년 7월 4일 지정                                                        | [ 깨진 링크 ( 과거 내용 찾기 ) ] |
| 51호 |      | 이의정 정문                                   | 영동군 양산면 봉곡리 산 37               | 사유                                                  | 1997년 7월 4일 지정                                                        | [ 깨진 링크 ( 과거 내용 찾기 ) ] |
| 52호 |      | 민경호 정문                                   | 영동군 심천면 금정리 445-1               | 사유                                                  | 1997년 7월 4일 지정                                                        | [ 깨진 링크 ( 과거 내용 찾기 ) ] |
| 53호 |      | 매한손 효자문 (梅漢孫 효자문)                 | 영동군 매곡면 노천리 70-2                | 사유                                                  | 1997년 7월 4일 지정                                                        | [ 깨진 링크 ( 과거 내용 찾기 ) ] |
| 54호 |      | 박응훈 효자문                                 | 영동군 매곡면 노천리 348-1               | 사유                                                  | 1997년 7월 4일 지정                                                        | [ 깨진 링크 ( 과거 내용 찾기 ) ] |
| 55호 |      | 민대혁 효자문                                 | 영동군 용산면 부상리 산 37               | 사유                                                  | 1997년 7월 4일 지정                                                        | [ 깨진 링크 ( 과거 내용 찾기 ) ] |
| 56호 |      | 남원양씨 행정비각                             | 영동군 용화면 자계리 587                 | 사유                                                  | 1997년 7월 4일 지정                                                        | [ 깨진 링크 ( 과거 내용 찾기 ) ] |
| 57호 |      | 김한필 효자문                                 | 영동군 심천면 각계리 585-1               | 사유                                                  | 1997년 7월 4일 지정                                                        | [ 깨진 링크 ( 과거 내용 찾기 ) ] |
| 58호 |      | 명정각                                        | 영동군 용산면 율리 670-1                 | 사유                                                  | 1997년 7월 4일 지정                                                        | [ 깨진 링크 ( 과거 내용 찾기 ) ] |
| 59호 |      | 하동정씨 열녀비각                             | 영동군 심천면 금정리 217-1               | 사유                                                  | 1997년 7월 4일 지정                                                        | [ 깨진 링크 ( 과거 내용 찾기 ) ] |
| 60호 |      | 서병두 효자문                                 | 영동군 황간면 금계리 386-2               | 사유                                                  | 1997년 7월 4일 지정                                                        | [ 깨진 링크 ( 과거 내용 찾기 ) ] |
| 61호 |      | 황의사                                        | 영동군 매곡면 어촌리 산 284              | 사유                                                  | 1997년 7월 4일 지정                                                        | [ 깨진 링크 ( 과거 내용 찾기 ) ] |
| 62호 |      | 고백당                                        | 영동군 황간면 금계리 11-2                | 사유                                                  | 1999년 5월 7일 지정                                                        | [ 깨진 링크 ( 과거 내용 찾기 ) ] |
| 63호 |      | 계술재                                        | 영동군 매곡면 옥전리 449                 | 사유                                                  | 1999년 5월 7일 지정                                                        | [ 깨진 링크 ( 과거 내용 찾기 ) ] |
| 64호 |      | 봉유재                                        | 영동군 매곡면 노천(내동)                 | 사유                                                  | 1999년 5월 7일 지정                                                        | [ 깨진 링크 ( 과거 내용 찾기 ) ] |
| 65호 |      | 영모재                                        | 영동군 양산면 수두리 138                 | 사유                                                  | 1999년 5월 7일 지정                                                        | [ 깨진 링크 ( 과거 내용 찾기 ) ] |
| 66호 |      | 원모재                                        | 영동군 심천면 기호리 626-2               |                                                       | 1999년 5월 7일 지정, 2018년 9월 30일 해제, 재실 노후로 붕괴                | [ 깨진 링크 ( 과거 내용 찾기 ) ] |
| 67호 |      | 영동 봉곡리 덕후재                            | 영동군 양산면 봉곡리 231                 | 함양여씨 울산공파 종중                                | 2015년 10월 14일 지정 2018년 11월 30일 해제, 충북 문화재자료 제94호로 승격 |                                  |
| 68호 |      | 용산 시금리 원모재 (遠慕齋)                   | 영동군 용산면 428-1                      | 성산배씨청산공파 종중 (星山裵氏靑山公派 宗中)         | 2018년 10월 22일 지정                                                      |                                  |
| 69호 |      | 양강 구강리 영모재 (永慕齋)                   | 영동군 양강면 구강1길 170-16(구강리 695) | 구례장씨 양공파 종중 (양산면 봉곡3길 4-1 대표 장정호) | 2018년 10월 22일 지정                                                      |                                  |
| 70호 |      | 영동 매천리 이암사와 마애불 (理巖寺와 磨崖佛) | 영동군 영동읍 반곡동길 245               | 이암사 주지 (무렴)                                    | 2018년 10월 22일 지정                                                      |                                  |

## 참고 문헌
- 영동군 홈페이지 - 고시/공고
- 영동군 군보